# 18553 Kinkakuji
18553 Kinkakuji este un asteroid din centura principală de asteroizi.

## Descriere
18553 Kinkakuji este un asteroid din centura principală de asteroizi. A fost descoperit pe 6 ianuarie 1997 la Chichibu de Naoto Satō. Asteroidul prezintă o orbită caracterizată de o semiaxă mare de 3,11 ua, o excentricitate de 0,14 și o înclinație de 1,0° în raport cu ecliptica.